# Канах
Канах — древнегреческий ваятель.
Жил в городе Сикионе приблизительно в 510 до н. э. — 490 до н. э., славился как искусный литейщик, но работал и из других материалов; так, например, ему приписывается хризэлефантинная статуя Афродиты, исполненная для Коринфа, и деревянная статуя Аполлона — для города Фивы. Другая статуя Аполлона, изваянная Канахом для Дидимского храма Бранхидов близ Милета, известна по её изображениям на монетах этого города, а также по древней бронзовой статуэтке, представляющей Аполлона держащим в одной руке лук, а в другой — молодого оленя (находится в Британском музее в Лондоне).